# Нижнеивкинское городское поселение
Нижнеивкинское городское поселение — муниципальное образование в составе Кумёнского района Кировской области России.
Центр — посёлок городского типа Нижнеивкино.

## История
Нижнеивкинское городское поселение образовано 1 января 2006 года согласно Закону Кировской области от 07.12.2004 № 284-ЗО.

## Население
| 2009  | 2010  | 2011  | 2012  | 2013  | 2014  | 2015  |
| ----- | ----- | ----- | ----- | ----- | ----- | ----- |
| 2160  | ↗2695 | ↘2066 | ↗2647 | ↘2616 | ↘2543 | ↗2547 |
| 2016  | 2017  | 2018  | 2019  | 2020  | 2021  |       |
| ↘2543 | ↘2489 | ↘2455 | ↘2368 | ↘2331 | ↘2156 |       |

## Состав
В поселение входят 10 населённых пунктов (население, 2010):
| - посёлок Нижнеивкино — 2079 чел.; - деревня Барановщина — 473 чел.; - деревня Лычное — 1 чел.; - деревня Мокино — 7 чел.; - деревня Нагоряна — 0 чел.; | - деревня Нелюбовщина — 3 чел.; - село Раменье — 113 чел.; - деревня Русские — 12 чел.; - деревня Седуново — 4 чел.; - деревня Холуй — 3 чел. |